# Глифосат
Глифоса́т (N-(фосфонометил)-глицин, C3H8NO5P) — неселективный системный гербицид, использующийся для борьбы с сорняками, особенно многолетними. Самый распространённый гербицид, занимает первое место в мире по объёмам производства.
Торговые марки гербицидов, содержащих глифосат: Раундап (англ. Round Up, производитель — Bayer, ранее — Монсанто), Вихрь, Ураган-Форте (производитель — Syngenta), Глифос (Cheminova A/S), Граунд, Спрут Экстра, Торнадо, Аргумент Стар, Триумф, Ампир, Агрокиллер, Рубит-САНТИ, ZARIT и другие.
Согласно ряду исследований, глифосат  не опасен для человека. Другие исследования показывают возможную недоказанную опасность

## История
Впервые гербицидные свойства этого вещества были обнаружены Джоном Францем, работавшим в американской компании «Монсанто». Джон Франц, придя в Монсанто, занимался в основном синтезом новых органических веществ, затем исследовал процессы создания полимеров. Но к концу шестидесятых годов Франц все больше времени уделял физиологии и биохимии растений. Именно в этот момент к нему в руки попали два новых вещества на основе фосфорной кислоты с весьма слабыми гербицидными свойствами. С одобрения своего руководителя доктора Филла Хамма Франц сосредоточился на изучении новых соединений, в ходе испытаний на многолетних сорняках он понял, как эти вещества влияют на растения. Это был новый и ранее неизвестный механизм действия, вот только активность новых соединений была слишком мала, чтобы стать коммерчески успешными гербицидами. Несмотря на возникшие трудности, работа по созданию нового препарата на этом не остановилась. В 1970 году, благодаря своим знаниям в области синтеза новых веществ, Джон Франц пробует создать родственные вещества, но с более сильными гербицидными свойствами. Удача благоволила учёному и уже третье синтезированное им соединение оказывается очень сильным системным гербицидом, вещество это было — глифосат.
В 1987 году Джон Франц получил за это открытие Национальную медаль в области технологий и инноваций. Торговое название глифосата Roundup (с англ. — «круговая оборона») означает круг из фургонов, из-за которых американские переселенцы отстреливались от индейцев. В 2000 году истёк патент «Монсанто» на молекулу глифосата, что привело к появлению на рынке конкурентов, производящих аналоги торговой марки Roundup.

## Химия
Глифосат является N-фосфонометильным производным аминокислоты глицина, что отражено в его тривиальном названии (Гли-Фос-ат).

## Биохимия
Действие глифосата на растение обусловлено тем, что этот гербицид ингибирует фермент растений 5-еноилпирувил-шикимат-3-фосфат-синтазу (EPSPS, КФ 2.5.1.19). Этот фермент является компонентом ферментной системы шикиматного пути биосинтеза бензоидных ароматических соединений (содержащих бензольные кольца) и осуществляет одну из стадий превращения шикимата в хоризмат — предшественник трёх ароматических протеиногенных аминокислот (фенилаланина, тирозина и триптофана), пара-аминобензоата, терпеноидных хинонов (убихинона, пластохинона, филлохинона), ряда других важных метаболитов (фенолов, ароматических кислот, токоферолов, алкалоидов, фитогормонов), лигнинов и др. Глифосат оккупирует в активном центре фермента место фосфоенолпирувата и блокирует его активность. Поэтому при попадании глифосата на растение он проникает в клетки, блокирует синтез ряда необходимых соединений, и растение погибает. Кроме растений, шикиматный путь имеют микроорганизмы. Животные не имеют ферментной системы шикиматного пути, в том числе они не имеют 5-еноилпирувил-шикимат-3-фосфат-синтазу. Полулетальная доза (LD50) составляет более 5000 мг/кг веса при внутреннем употреблении для крыс, более 10000 мг/кг для мышей и 3530 мг/кг для коз.

## Возможная опасность для человека
В марте 2015 года Международное агентство по изучению рака Всемирной организации здравоохранения, основываясь на опубликованных данных эпидемиологических и экспериментальных исследований, обнародовало заключение, в котором содержится вывод о том, что глифосат является «возможным канцерогеном для человека» (категория опасности «2А»). В заключении отмечается, что имеются данные о повышенном уровне развития неходжкинской лимфомы у работающих с глифосатом. Кроме того, есть наблюдения, что глифосат вызывает рак у лабораторных крыс и мышей. Также обнаружена способность глифосата повреждать ДНК и вызывать аберрации хромосом в клетках человека и животных, культивируемых лат. in vitro. В одном исследовании обнаружено, что распыление глифосатсодержащих гербицидов рядом с людьми приводило к повышению частоты хромосомных повреждений (микроядер) в клетках крови.
В ноябре 2015 года Европейское агентство по безопасности продуктов питания опубликовало доклад, в котором заключило, что «вещество вряд ли генотоксично или представляет канцерогенную опасность для человека». В докладе было отмечено, что, возможно, могут существовать содержащие глифосат канцерогенные препараты, однако исследования самого глифосата не показали канцерогенного эффекта.
В мае 2016 года в результате совместной встречи ФАО и ВОЗ был сделан вывод, что глифосат вряд ли является канцерогенным для человека при его приёме с пищей.
В марте 2017 года Комитет по оценке риска Европейского агентства по химическим реагентам после анализа имеющейся научной информации пришёл к выводу, что глифосат является химическим веществом, способным вызвать серьёзные повреждения глаз, а также глифосат токсичен для гидробионтов, при этом имеющиеся научные свидетельства не позволяют признать глифосат канцерогеном, мутагеном или веществом, токсичным для репродуктивной системы. Глифосату присвоены краткие характеристики опасности H318 и H411.
В США были поданы иски от людей, которые считают, что заболели неходжкинской лимфомой в результате контакта с глифосатом. В ходе судебного расследования выяснилось, что «Монсанто» (корпорация, разработавшая глифосат), а также сотрудничающий с ней чиновник Агентства по охране окружающей среды США старались противодействовать исследованиям канцерогенности соединения. Также обнародованные документы содержат сведения о возможном фальсифицированном исследовании, заказанном корпорацией.
В августе 2018 года калифорнийский суд обязал «Монсанто» выплатить 290 миллионов долларов садовнику, который утверждал, что гербициды, содержащие глифосат, вызвали у него рак. Суд присяжных признал достаточными доказательства связи образования неходжкинской лимфомы с глифосатом. «Монсанто» намерена обжаловать это решение.
В мае 2019 года, калифорнийский суд оштрафовал немецкий концерн «Байер» на 2 млрд долларов США. По судебному решению корпорация также должна будет выплатить 55 млн долларов супружеской паре из Калифорнии. По утверждению истцов, использование средства от сорняков «Roundup», производимого компанией «Монсанто» (входит в Байер), стало причиной возникновения у них рака крови. Ответчик оспаривает решение суда и подал апелляцию.
В июне 2020 года «Байер» согласился выплатить 10,9 млрд долларов США всем пострадавшим от производимого им глифосат-содержащего гербицида «Round up». Против компании было подано приблизительно 125 тысяч исков.

## Применение
Согласно статье профессора Чарльза Бенбрука «Тенденции применения гербицидов на основе глифосата в США и мире», опубликованной в октябре 2015 году на сайте журнала «Environmental Sciences Europe», глифосат является самым интенсивно используемым гербицидом в истории химизации сельского хозяйства. Многие сельскохозяйственные культуры с помощью методов генной инженерии делают устойчивыми к глифосату. Это значительно увеличивает эффективность борьбы с сорняками на посевах таких культур. Наряду с некоторыми другими гербицидами глифосат использовался США в борьбе с производством наркотиков, в частности с посадками коки в Колумбии. По состоянию на 2016 год выращивание устойчивых к гербицидам культур (в первую очередь устойчивых к глифосату) привело к увеличению объёмов использования гербицидов в результате появления устойчивых к глифосату сорных растений.
В сельском хозяйстве используется в качестве десиканта — химического препарата, вызывающего обезвоживание тканей растений, что ускоряет их созревание и облегчает уборку урожая.
Глифосат активно используется муниципальными властями для уничтожения сорняков в парках, вдоль автомобильных и железных дорог.